# Bandiera dell'Estonia
La bandiera estone è composta da tre bande orizzontali di uguale dimensione.
I colori, partendo dall'alto sono: blu, nero e bianco. È conosciuta come sinimustvalge, in lingua estone, che significa "blu-nero-bianco".

## Dimensioni e colori
La dimensione normale è 1,05 m × 1,65 m.
Le iniziali interpretazioni dei colori sono le seguenti:
- Il blu è il colore del cielo, i laghi e il mare d'Estonia e simboleggia la lealtà alle idee nazionaliste;
- Il nero è il colore della terra patria e dello stemma nazionale;
- Il bianco è il colore del popolo che cerca la felicità e la luce.

## Storia
Nacque come la bandiera dell'Associazione universitaria degli studenti estoni all'università di Tartu e venne consacrata nella sala pastorale di Otepää il 4 giugno 1884. Venne successivamente associata al nazionalismo estone e fu usata come bandiera nazionale quando l'Estonia divenne indipendente il 24 febbraio 1918, con l'adozione de jure avvenuta il 21 novembre 1918.
L'invasione da parte dell'Unione Sovietica, nel giugno 1940, portò al bando della bandiera. Portare un qualsiasi abbinamento del tricolore estone viene considerato un crimine, anche nei soli calzini. Venne ammainata dal Pikk Hermann il 21 giugno 1940 quando l'Estonia era, formalmente, ancora indipendente. Il 22 giugno, venne esposta assieme alla bandiera rossa, e scomparve definitivamente il 27 luglio.

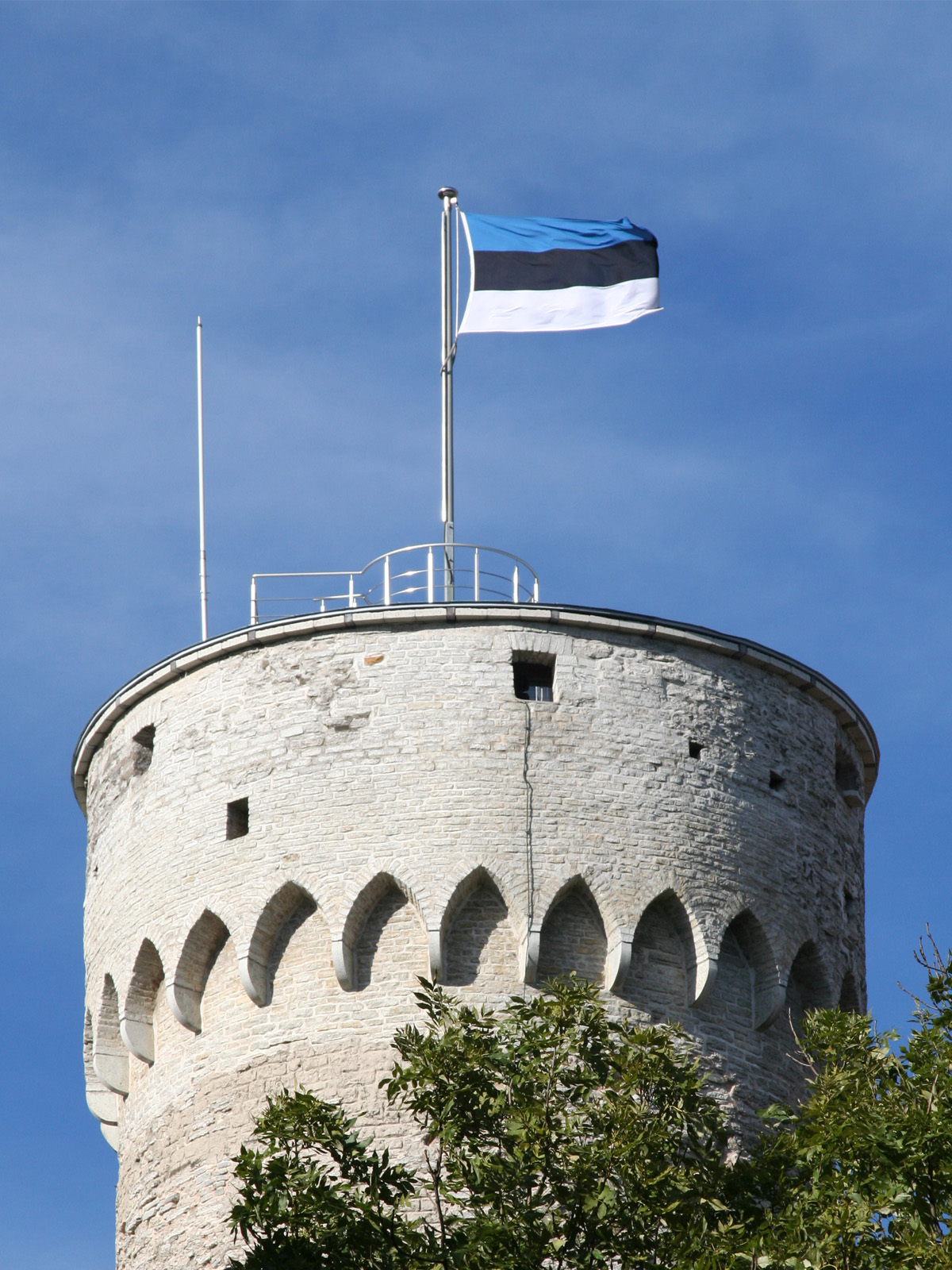
La bandiera, sventolante sul Pikk Hermann presso il castello di Toompea a Tallinn

Durante l'occupazione tedesca (1941-1944) essa fu accettata come simbolo del popolo estone ma non come bandiera nazionale. Quando i tedeschi se ne andarono nel settembre 1944, la bandiera estone venne riesposta. Il 22 settembre la bandiera rossa le venne ancora una volta affiancata, e ben presto la bandiera blu-nero-bianca scomparve di nuovo.
La bandiera rimase nascosta durante gli anni dell'occupazione straniera sovietica fino ai giorni della perestrojka nei tardi anni ottanta quando, il 24 febbraio 1989 sventolò di nuovo dal Pikk Hermann, a Tallinn. Venne riadottata come bandiera nazionale il 7 agosto 1990, poco dopo che l'Estonia ebbe riavuto la sua piena indipendenza.

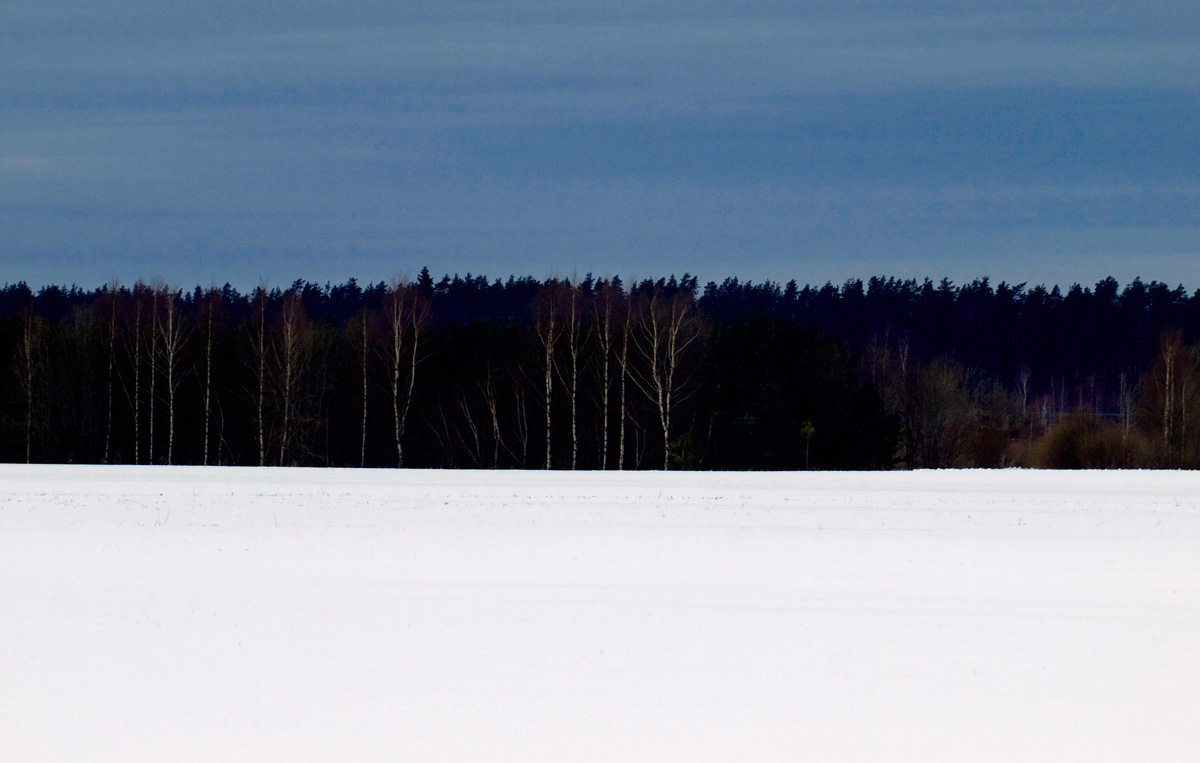
Una tradizionale interpretazione dell'origine della bandiera: il blu del cielo, il nero della taiga, il bianco della neve a terra.

## Bandiere storiche

Bandiera del Governatorato dell'Estonia (1721-1917)
Bandiera della Comunità dei lavoratori estoni (1918-1919)
La bandiera proposta nel 1919, al tempo della prima indipendenza dell'Estonia, e non adottata: ai colori tradizionali univa la croce scandinava
Ristilipud, altra variante con croce scandinava proposta dopo la riconquista dell'indipendenza per sottolineare il carattere nordico dell'Estonia
Prima bandiera della Repubblica Socialista Sovietica Estone (1940-1953)
Bandiera della Repubblica Socialista Sovietica Estone (1953-1990)